# Il mio amico Babbo Natale 2
(La canzone cantata da Mario dopo il furto di giocattoli)
Il mio amico Babbo Natale 2 è un film per la televisione del 2006, diretto da Lucio Gaudino. È classificato ufficialmente come il sequel de Il mio amico Babbo Natale del 2005, ma soltanto Lino Banfi mantiene lo stesso personaggio e la trama è indipendente rispetto al film precedente.

## Trama
Pochi giorni prima di Natale si verifica una serie di furti di giocattoli compiuta da un uomo travestito da Babbo Natale chiamato Mario Cimatti. A risolvere con successo il caso è Ezechiele: il simpatico vecchietto cattura il ladro e scopre un orfanotrofio in cui la direttrice vieta i festeggiamenti natalizi. Ora il suo obiettivo si sdoppia: recuperare i regali rubati e insegnare ai bambini a festeggiare, il tutto in meno di 24 ore. 
Per aiutare l'orfanotrofio, Ezechiele chiede aiuto a Mario, che nel frattempo era finito in galera per il furto dei giocattoli, dopodiché si presentano dalla direttrice come nuovi maestro e cuoco perché quelli precedenti sono finiti in galera al posto di Mario grazie all'intervento di Ezechiele. Mentre il vecchietto comincia a spiegare le lezioni e interrogare i bambini, Mario conosce Livia, una ragazza che lavora come aiutante cuoco: tra una cosa e l'altra, si scopre che anche la ragazza vive nell'orfanotrofio perché nella vita è stata spesso sfortunata e che Mario, dopo aver chiacchierato con lei, scopre che nel computer della direttrice c'è l'archivio delle adozioni perché vuole scoprire che fine ha fatto sua madre. 
Ezechiele, durante una delle sue lezioni, scopre che le penne non scrivono più e la risposta è semplice: in quell'orfanotrofio non c'è amore. Allora escogita un piano: chiede a Livia di portare i bambini fuori alle giostre per far respirare loro l'atmosfera natalizia. Durante l'uscita, i bambini si divertono tanto e tra Mario e Livia comincia a nascere qualcosa di più che un'amicizia, ma devono rientrare subito perché la direttrice, che era uscita a sbrigare delle commissioni, è tornata e non si deve accorgere di niente. Dopo una breve discussione prima con Mario e poi con il Decano, Ezechiele chiede ancora una volta aiuto a Livia, chiedendole se ci fosse un albero di Natale, e la ragazza lo porta nella serra dove, con l'aiuto di una carta magica, fa crescere un abete per farlo diventare l'albero di Natale da abbellire all'ingresso. 
Fatto questo, Ezechiele chiede ai bambini di addobbare l'albero con qualsiasi cosa perché il tempo stringe e lui deve recuperare la refurtiva: finito l'addobbamento, comincia a far cantare i bambini intorno a esso mentre Mario raggiunge Livia nella serra. Qui l'uomo le confida che nel computer il suo nome non c'era e, dopo un breve diverbio, la ragazza gli racconta la verità: lei ha una figlia che è Tea, la bambina con gli occhiali, e per vederla tutti i giorni si è fatta assumere dalla direttrice sotto ricatto; mentre accade ciò, Tea ascolta la conversazione da dietro un cespuglio e, dopo aver saputo la verità, scappa piangendo. 
Durante un giro, Livia trova la bambina, che la accusa di non averle detto la verità, e la ragazza, in lacrime, le chiede perdono per non averlo fatto. In quel momento, arriva la direttrice che, sentendo degli strani rumori nell'aria, capisce di essere stata ingannata e si precipita all'ingresso dove blocca i bambini che stavano cantando e minaccia Livia stessa che non avrà più sua figlia. 
Intanto Mario, prima di andare nel luogo dove ci sono i giocattoli, chiede a Ezechiele dove si trova sua madre e il vecchietto lo accontenta: con una magia, lo fa tornare indietro nel passato e scopre che la donna lo ha abbandonato all'orfanotrofio non perché non lo voleva, ma per salvarlo dal padre, che era un uomo violento. Poi scopre che la donna è anche piena di debiti e, se entro 10 giorni non salda il debito, verrà sfrattata. Allora Mario, dopo aver ingannato Ezechiele, ha un'idea: vuole vendere i giocattoli a dei criminali e ottenere dei soldi con i quali vuole aiutare sua madre, che ha ritrovato dopo molto tempo. La madre di Mario però non vuole i suoi soldi sporchi e gli promette che insieme troveranno una soluzione. 
Mario dice ai criminali a cui voleva vendere i giocattoli che non li vende più, così uno dei criminali lo accoltella e Mario per difendersi li minaccia con una pistola. Intanto il Decano della compagnia dei Babbo Natale si finge presidente degli orfanotrofi e sospende la direttrice. Mario restituisce i giocattoli ad Ezechiele, che rivela ai bambini di essere Babbo Natale dopo la consegna, poi viene portato in ospedale e operato dal Decano, risvegliandosi il giorno di Natale a fianco alla madre, che diventa maestra dell'orfanotrofio, Livia diventa la direttrice ed è pronta ad iniziare una nuova vita con Mario e sua figlia, mentre Ezechiele, divenuto amico di Mario dopo aver risolto i suoi problemi con la giustizia, vola felicemente sulla sua slitta insieme a Coppelia.

## Ascolti
| Prima TV Italia  | Telespettatori | Share  |
| ---------------- | -------------- | ------ |
| 22 dicembre 2006 | 5.429.000      | 22,66% |